# Toxotes
Toxotes – rodzaj z rzędu ryb okoniokształtnych (Perciformes). Jedyny przedstawiciel rodziny strzelczykowatych (Toxotidae).

## Klasyfikacja
Gatunki zaliczane do tego rodzaju:
- Toxotes blythii
- Toxotes chatareus – strzelczyk wielki[potrzebny przypis]
- Toxotes jaculatrix – strzelczyk indyjski[3]
- Toxotes kimberleyensis
- Toxotes lorentzi
- Toxotes microlepis
- Toxotes oligolepis

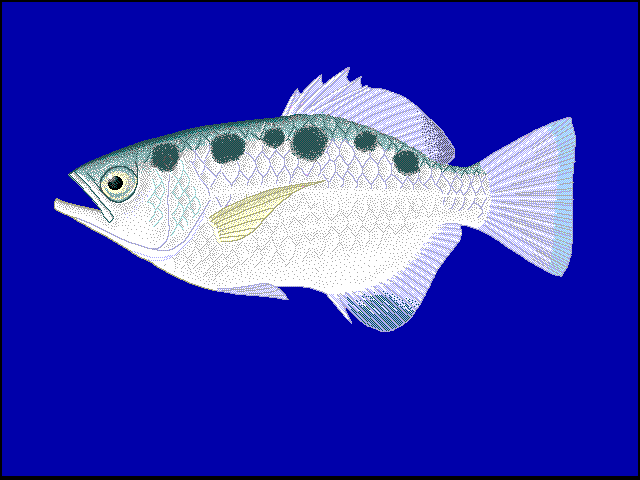
Toxotes chatareus
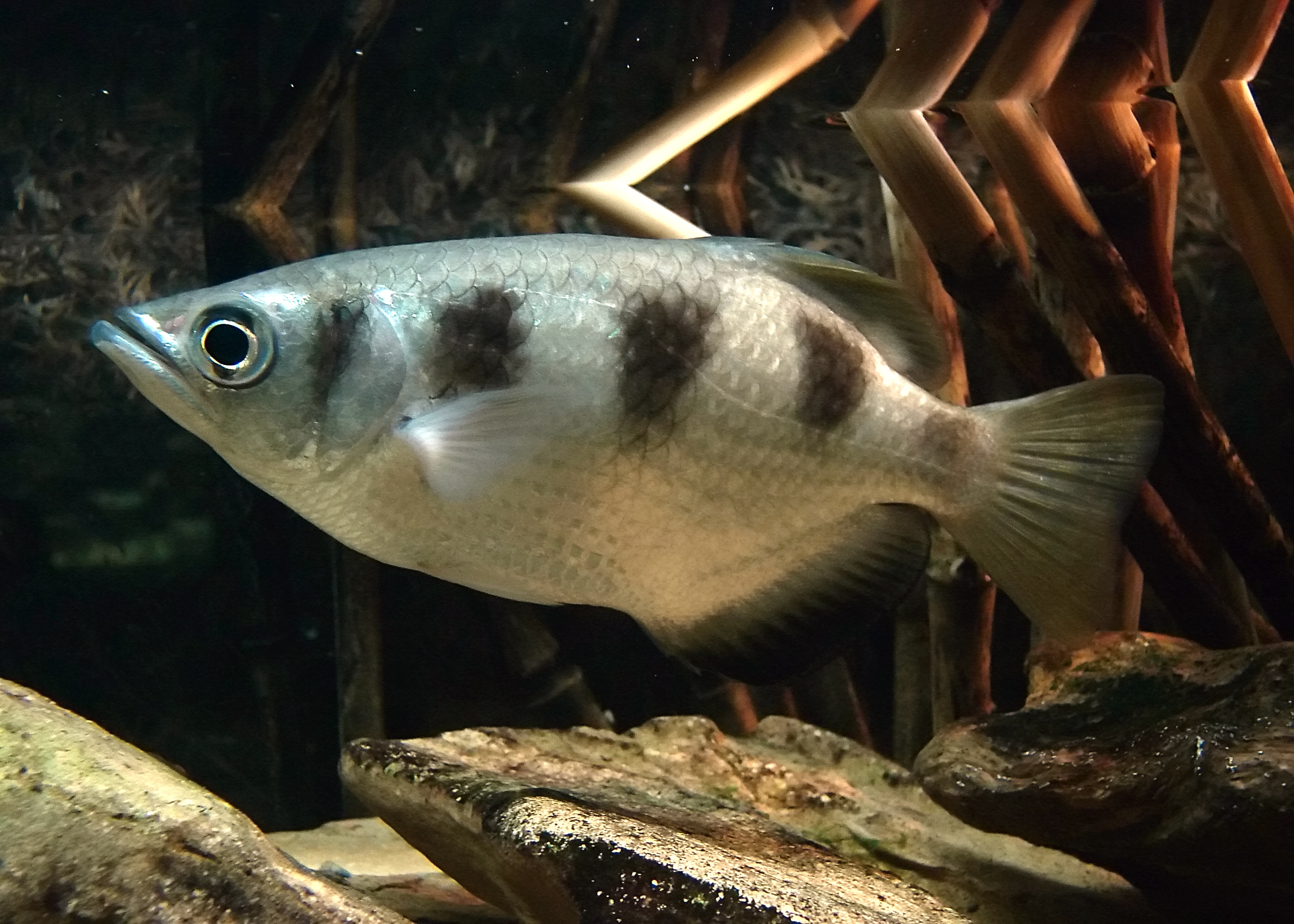
Toxotes jaculatrix